# ドボワチン D.21

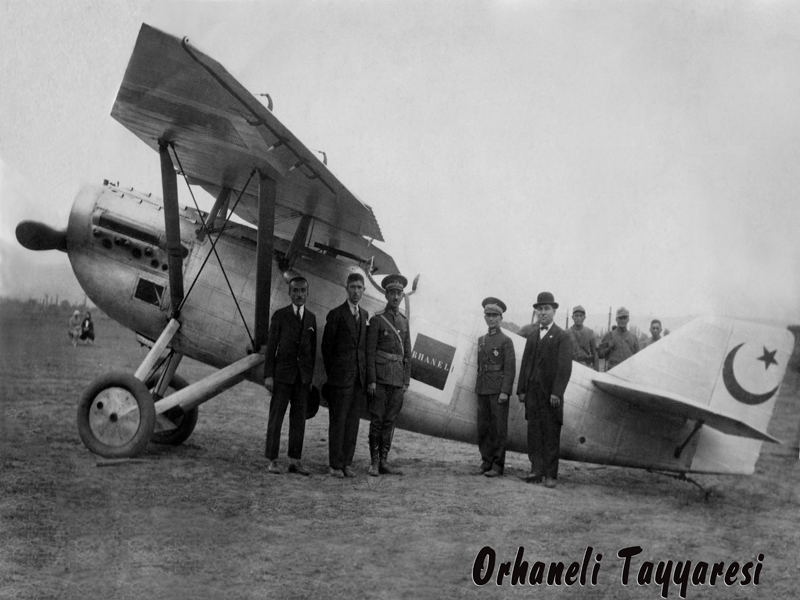
トルコ空軍のドボワチン D.21

ドボワチン D.21（Dewoitine D.21）は1920年代のフランスのパラソル翼、固定脚の戦闘機である。
1920年に設立されたドボワチンは、1920年代はフランス空軍から注文を受けることができず、輸出用の航空機の製造を行っていた。ドボワチン D.21はパラソル翼のドボワチン D.12から、開発され1925年に初飛行した。スイスの連邦製造工廠（Eidgenoessische Konstruktionswerkstaette：EKW）、チェコスロバキアのシュコダ、アルゼンチンの Fábrica Militar de Avionesでライセンス生産された。シュコダの生産機はSkoda-Dewoitine D.1と呼ばれた。
アルゼンチンは7機のD.21を購入した後、58機のライセンス生産をした。トルコ空軍もD.21を購入し、チェコスロバキア空軍も25機を購入した。

## 仕様
- 乗員： 1名
- 全長： 7.64 m
- 全幅： 12.8 m
- 空虚重量： 1,090 kg
- 総重量： 1,580 kg
- エンジン： 3 × Hispano-Suiza 12Gb 直列エンジン 、500 hp
- 巡航速度：270 km/h
- 武装：2 × 7.7 mm　ビッカース機関銃（胴体）2 × 7.5 mm  Darne 翼内機銃（オプション）